# Lazuri de Beiuș
Lazuri de Beiuș é uma comuna romena localizada no distrito de Bihor, na região histórica da Crișana (parte da Transilvânia). A comuna possui uma área de 58.92 km² e sua população era de 1735 habitantes segundo o censo de 2007.